# كلوريد الكوبالت الثنائي
 كلوريد الكوبالت الثنائي  مركب كيميائي له الصيغة CoCl2، ويكون على شكل مسحوق بلوري ذي لون أزرق (لامائي) أو زهري (سداسي هيدرات).

## الخواص
- بلورات كلوريد الكوبالت الثنائي اللامائية تنحل بشكل جيد في كل من الماء (لون المحلول زهري لتشكل سداسي الهيدرات فوراً)، كما تنحل في الإيثانول.
- الشكل المائي من كلوريد الكوبالت بلوراته لونها زهري، شكلها موشوري، تتسيل بتماسها مع الهواء، تفقد الماء البلوري بدءاً من حوالي 50°س تدريجياً إلى أن تفقده تماماً عند 140°س، وبالتالي يصبح لونه أزرق، وهذه العملية عكسية، إذ أنه عند تعرضه للرطوبة أو بخار الماء سيرتبط مرة أخرى مع جزيئات الماء ليتحول للشكل المائي ذي اللون الزهري.
- تشكل محاليل كلوريد الكوبالت المائية معقد رباعي كلورو الكوبالت بوجود أيونات الكلوريد، ويتحول لون المحلول من الزهري إلى الأزرق، وهذا دليل على تغير في تساند المرتبطات حول الذرة المركزية.

[Co(H2O)6] 2+ + 4Cl- → [Co(Cl)4] 2- + 6H2O

## التحضير
يحضر الشكل اللامائي من كلوريد الكوبالت من تمرير غاز الكلور على مسحوق فلز الكوبالت
Co + Cl2 → CoCl2

## الاستخدامات
- نظراً لارتباط التغير اللوني لمركب كلوريد الكوبالت الثنائي بوجود الماء، لذا فإنه يستعمل كمشعر للرطوبة في المجففات.